# Iglesia de San Julián (Tartera)

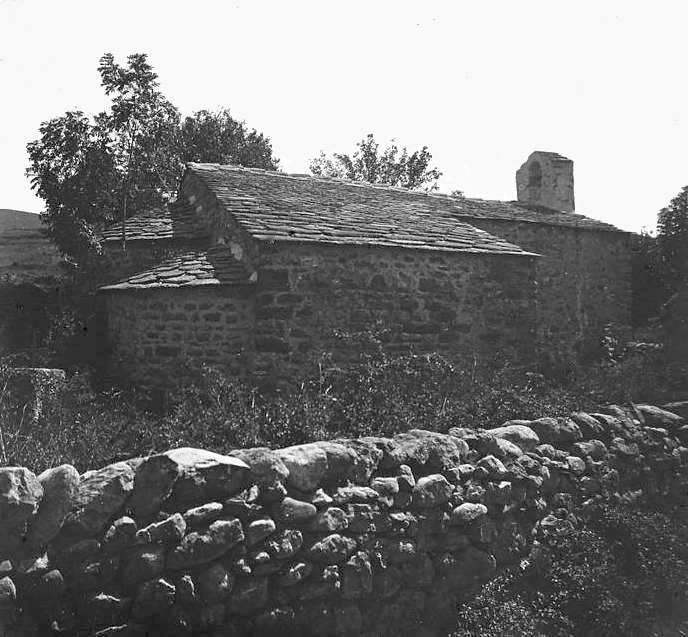
Año 1924

La iglesia de Sant Julià de Tartera, se encuentra en la entidad de población de Tartera correspondiente al municipio de Das de la comarca de la Baja Cerdaña (España).

## Historia
Se confirma su pertenencia al monasterio de Sant Miquel de Cuixà en el precepto de Lotari del año 958 y en la bula del papa Sergio IV el año 1011. Dedicada primero a san Julián, compartió la advocación con san Domingo a finales del siglo XIII, más tarde a san Lorenzo y por fin nuevamente a sant Julià. Sufrió a finales del siglo XII el saqueo de las tropas del conde de Foix y del vizconde de Castellbó con tropas de los cátaros.

## Edificio
Su construcción está datada del siglo XII. Es la única iglesia con dos naves de la Baja Cerdaña, la nave del lado norte es más pequeña de largo y de anchura. Se encuentran cubiertas a dos vertientes alargándose el lado norte para cubrir la nave pequeña, la bóveda de ésta, es de cuarto de círculo, existiendo un gran arco en la comunicación entre ambas. La nave más grande estaba cubierta en origen por una bóveda de cañón que más tarde se reformó en arco apuntado, sostenida en ambos lados sobre una hilera de arcos adosados para aumentar la resistencia de fuerzas. La puerta de entrada es pequeña y está situada en el lado norte con dos arquivoltas. En la nave pequeña había otra entrada que se encuentra tapiada. Cada nave tiene un ábside semicircular cubierto con bóvedas de cuarto de esfera y cada uno presenta una pequeña ventana situada en medio del tambor.